# کریلرئورد
کریلرئورد (به هلندی: Kreileroord) یک منطقهٔ مسکونی در هلند است که در Hollands Kroon واقع شده‌است. کریلرئورد ۵۵۳ نفر جمعیت دارد.